# Санкт-Галленкаппель
Санкт-Галленкаппель (нем. St. Gallenkappel) — деревня и бывшая коммуна в Швейцарии, в кантоне Санкт-Галлен.
До 2012 года имела статус отдельной коммуны. 1 января 2013 года вошла в состав коммуны Эшенбах.
Входит в состав округа Зе-Гастер. Население составляет 1725 человек (на 31 декабря 2006 года). Официальный код — 3337.